# Kłodzkodal

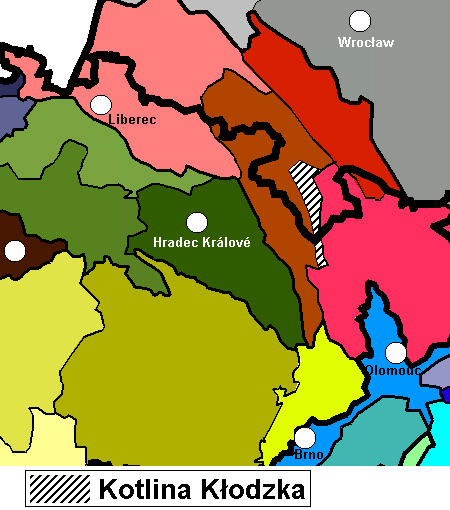
ligging van het Glatzer Bergland

Het Kłodzkodal (Pools: Kotlina Kłodzka; Tsjechisch: Kladská kotlina; Duits: Glatzer Kessel; Nederlands ook wel Glatzer Bergland ) is een heuvelachtige regio in de Sudeten dat aan de noord-, oost- en zuidzijde is omringd door bergen. Het is gelegen in het zuidwesten van Polen en het aangrenzende deel van Tsjechië tussen de Centrale Sudeten en de Oostelijke Sudeten. Naast het natuurschoon staat het gebied ook bekend om haar bijzondere bouwkunst en kuuroorden.

## Afbeeldingen

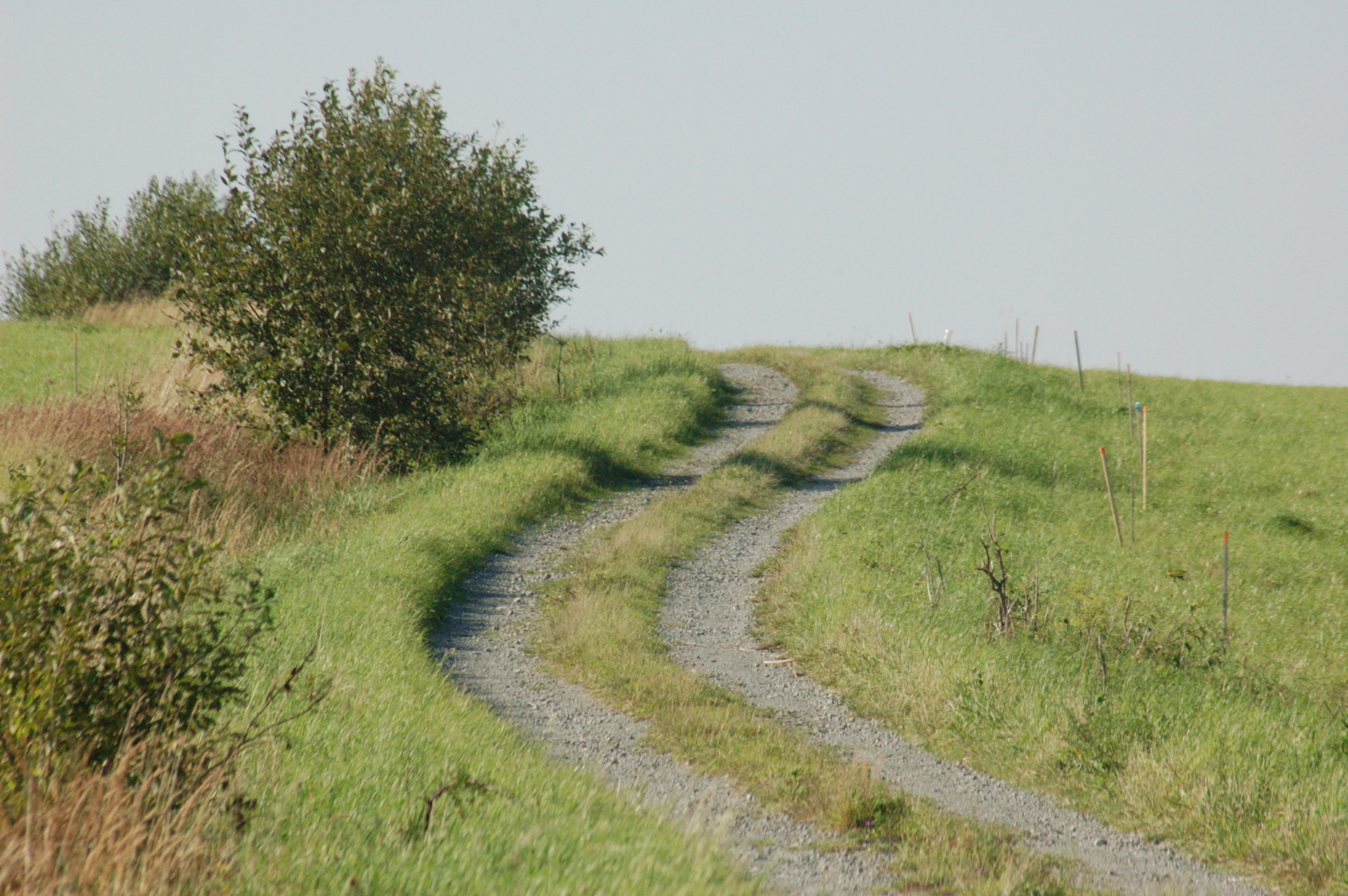
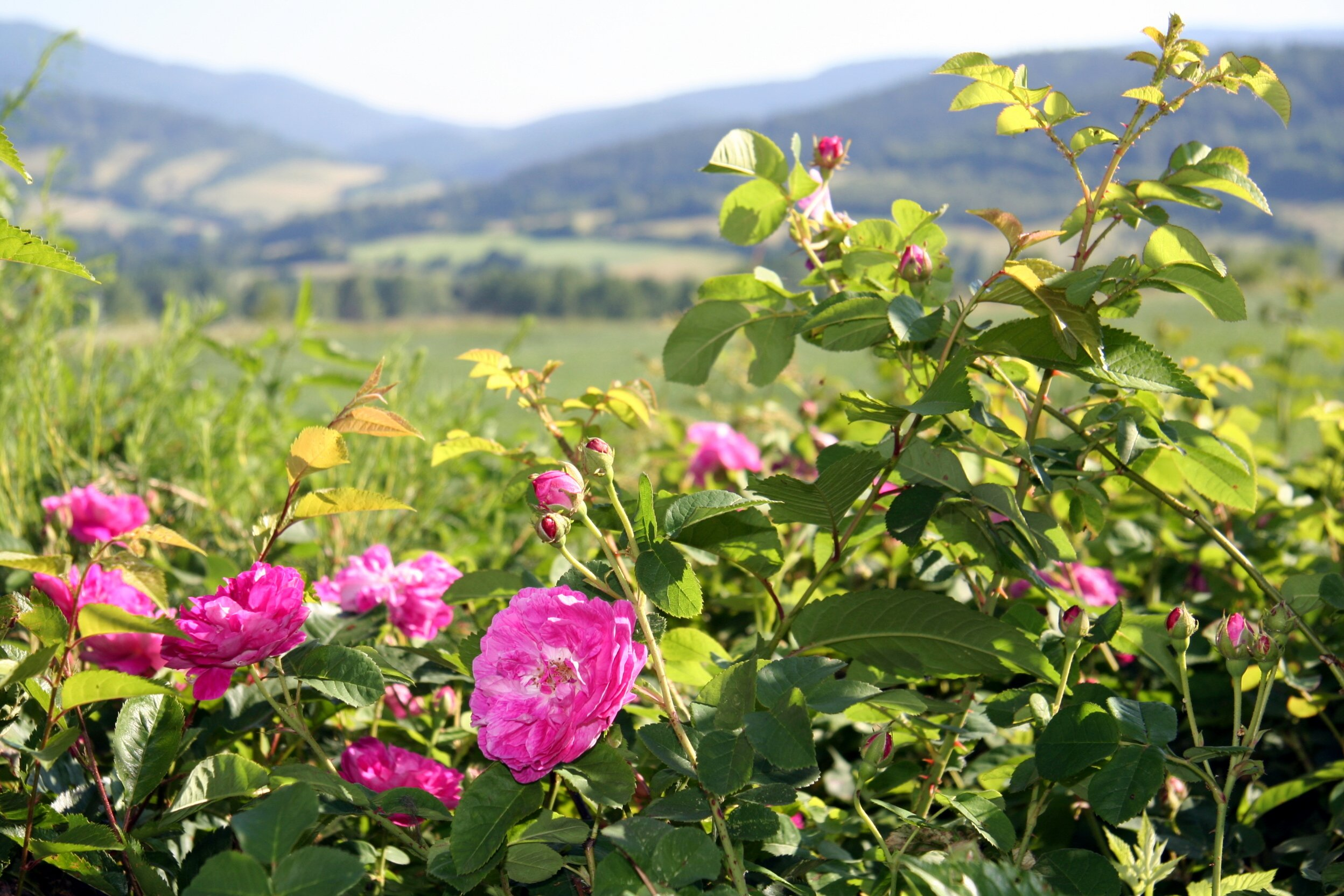
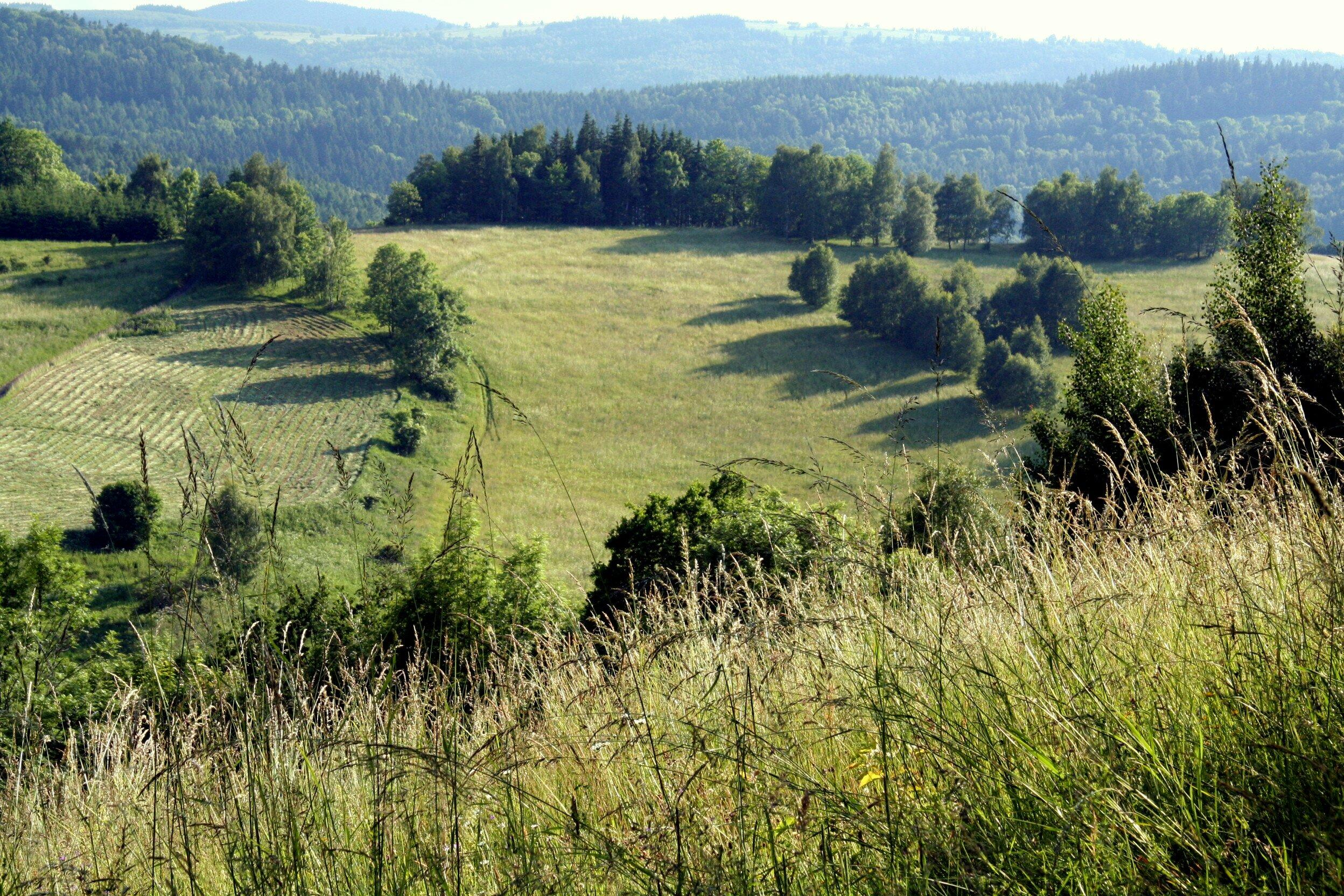
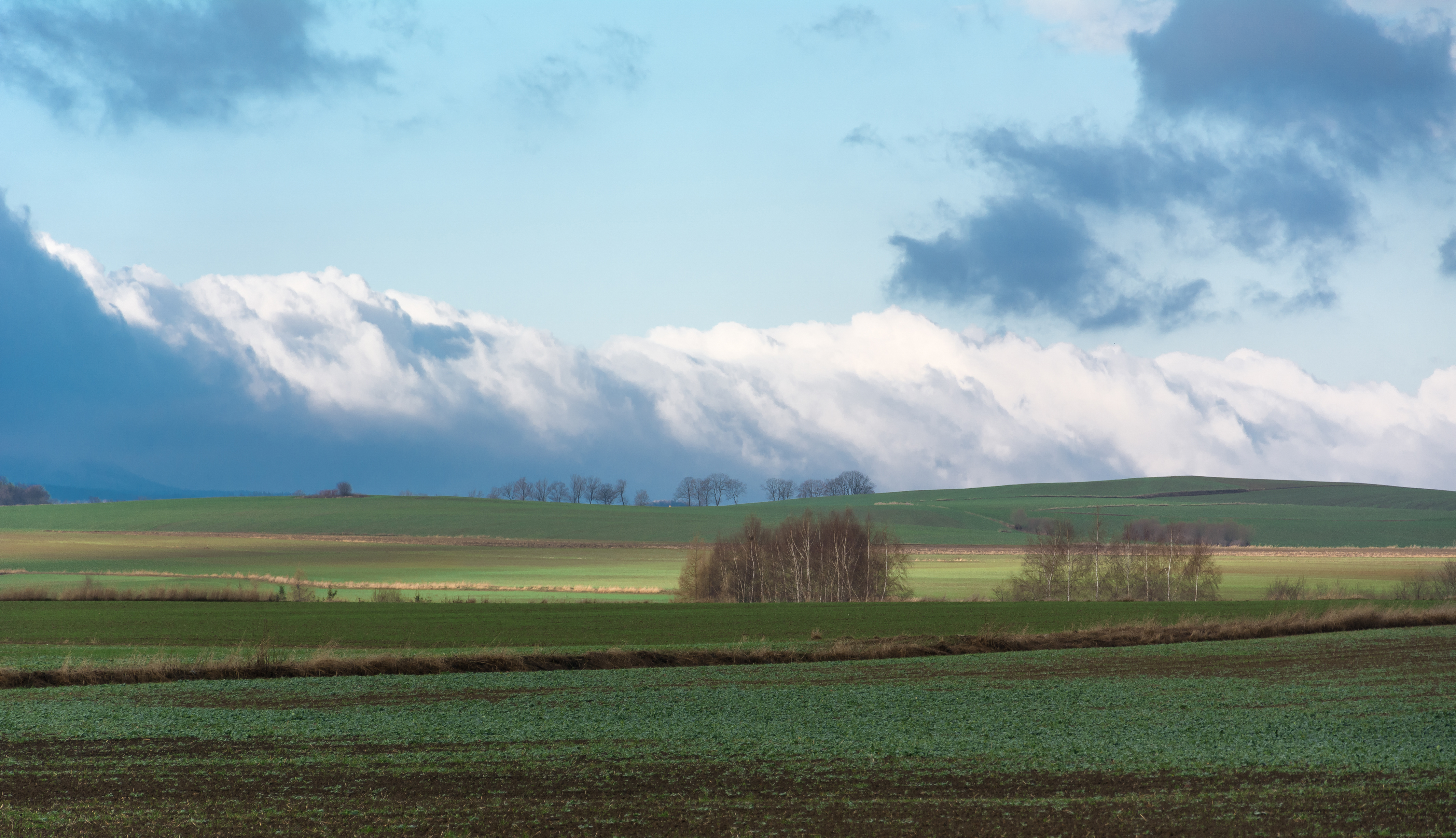
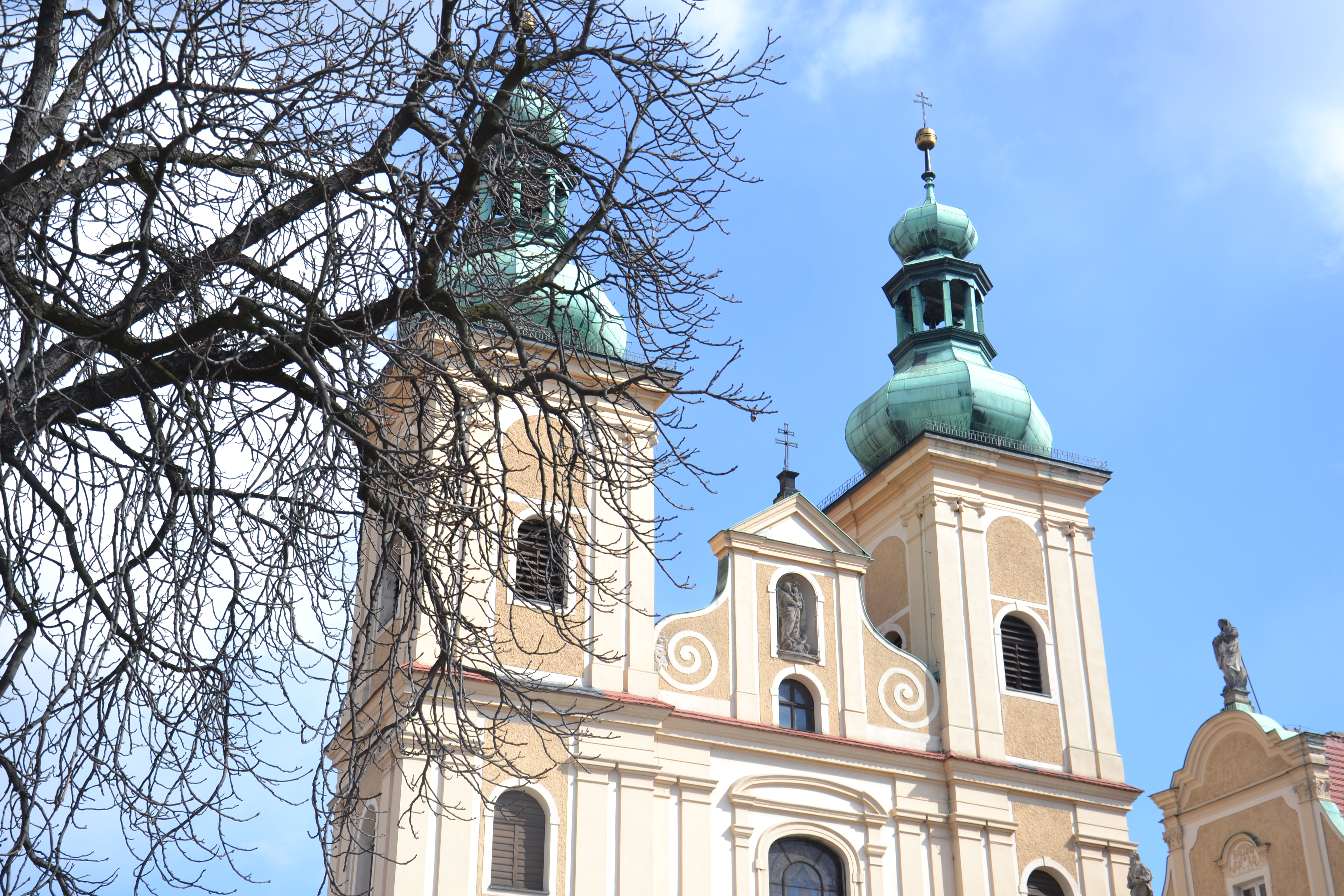